# Município de Monroe (condado de Logan, Ohio)
O município de Monroe (em inglês: Monroe Township) é um município localizado no condado de Logan no estado estadounidense de Ohio. No ano de 2010 tinha uma população de 1.739 habitantes e uma densidade populacional de 21,47 pessoas por km².

## Geografia
O município de Monroe encontra-se localizado nas coordenadas 40° 16′ 23″ N, 83° 41′ 19″ O. Segundo o Departamento do Censo dos Estados Unidos, o município tem uma superfície total de 81.01 km², da qual 80,99 km² correspondem a terra firme e (0,03 %) 0,02 km² é água.

## Demografia
Segundo o censo de 2010, tinha 1.739 habitantes residindo no município de Monroe. A densidade populacional era de 21,47 hab./km². Dos 1.739 habitantes, o município de Monroe estava composto pelo 98,27 % brancos, o 0,23 % eram afroamericanos, o 0,29 % eram amerindios, o 0,4 % eram asiáticos, o 0,29 % eram de outras raças e o 0,52 % eram de uma mistura de raças. Do total da população o 1,21 % eram hispanos ou latinos de qualquer raça.